# Lithognathus
Lithognathus és un gènere de peixos pertanyent a la família dels espàrids.

## Taxonomia
- Lithognathus aureti (Smith, 1962)[2][3]
- Lithognathus lithognathus (Cuvier, 1829)[4]
- Mabre (Lithognathus mormyrus) (Linnaeus, 1758)[5][6][7][8]
- Lithognathus olivieri (Penrith & Penrith, 1969)[9][10][11][12][13][14][15]